# Geschichtspark Bärnau-Tachov

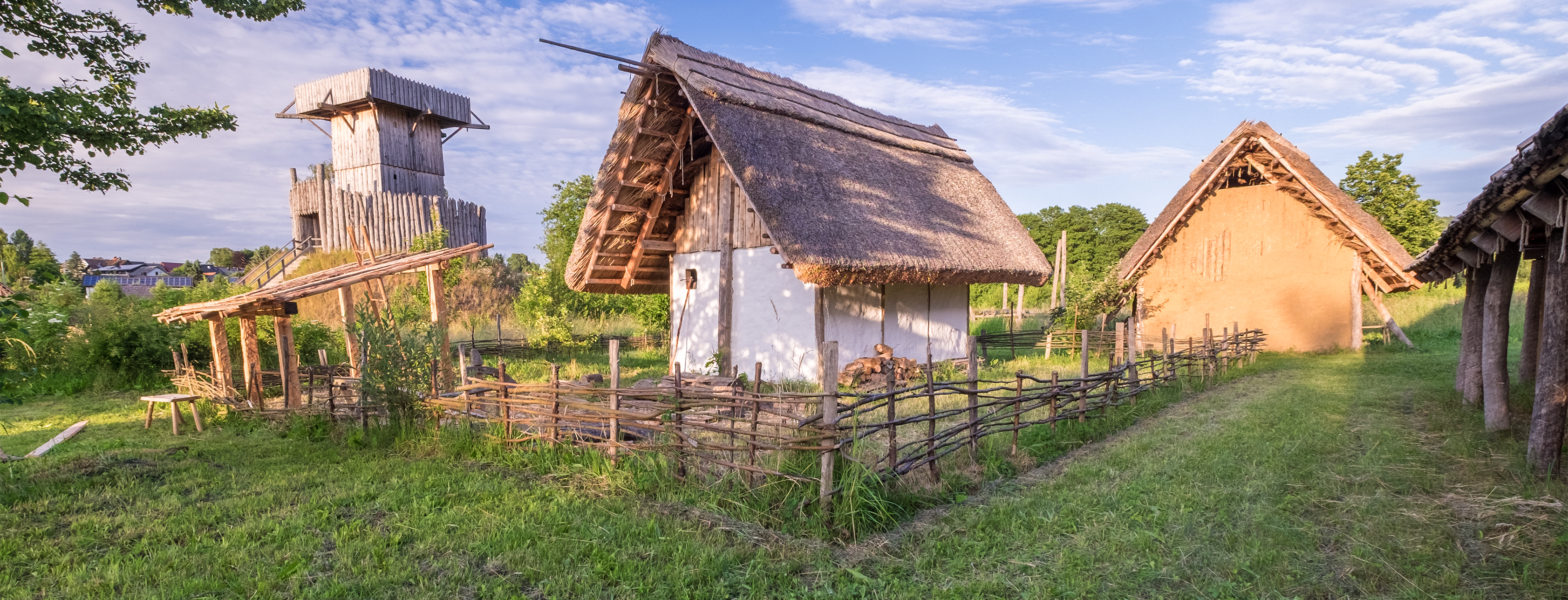
Der Geschichtspark Bärnau-Tachov

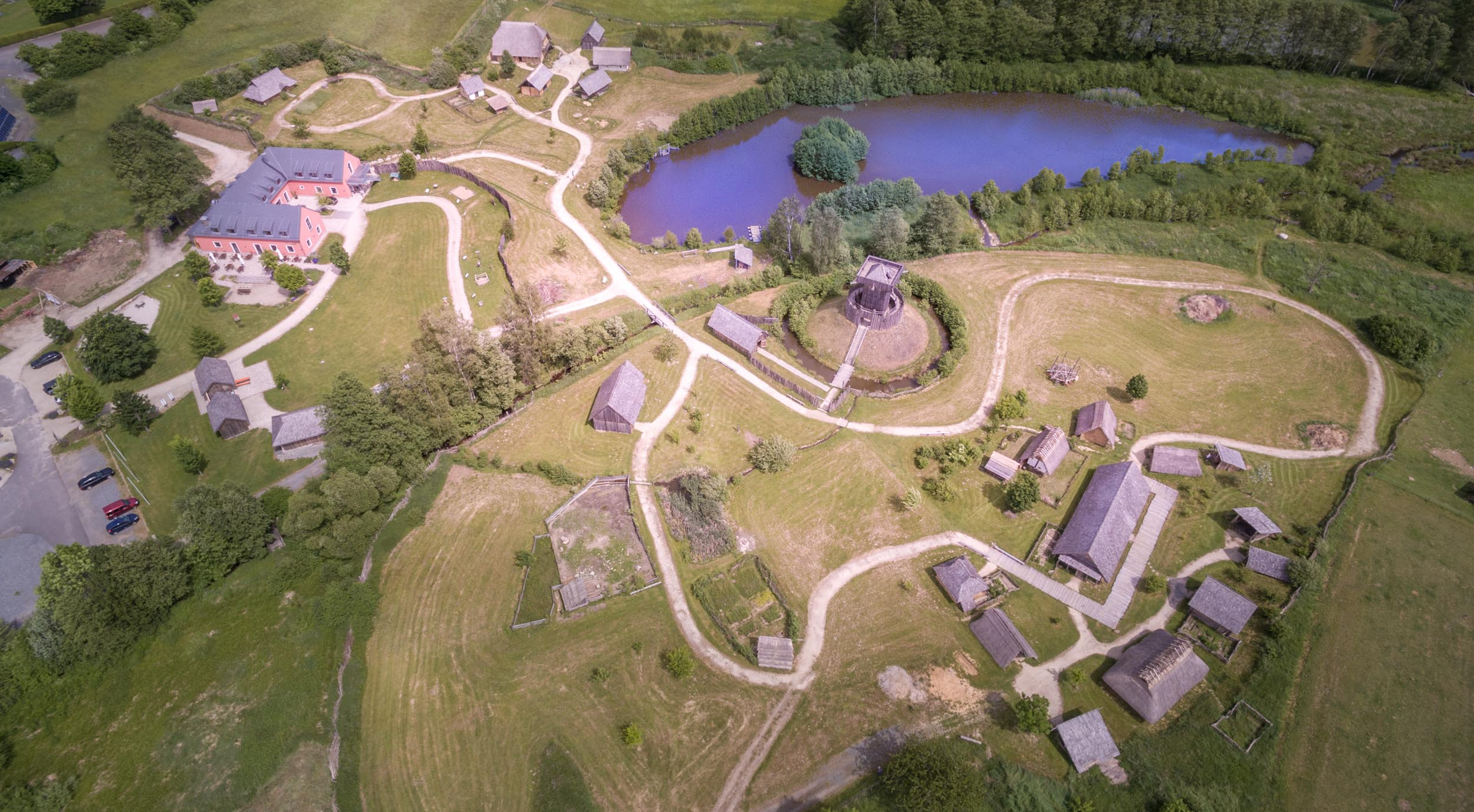
Luftaufnahme Geschichtspark Bärnau-Tachov – Baustand 2017

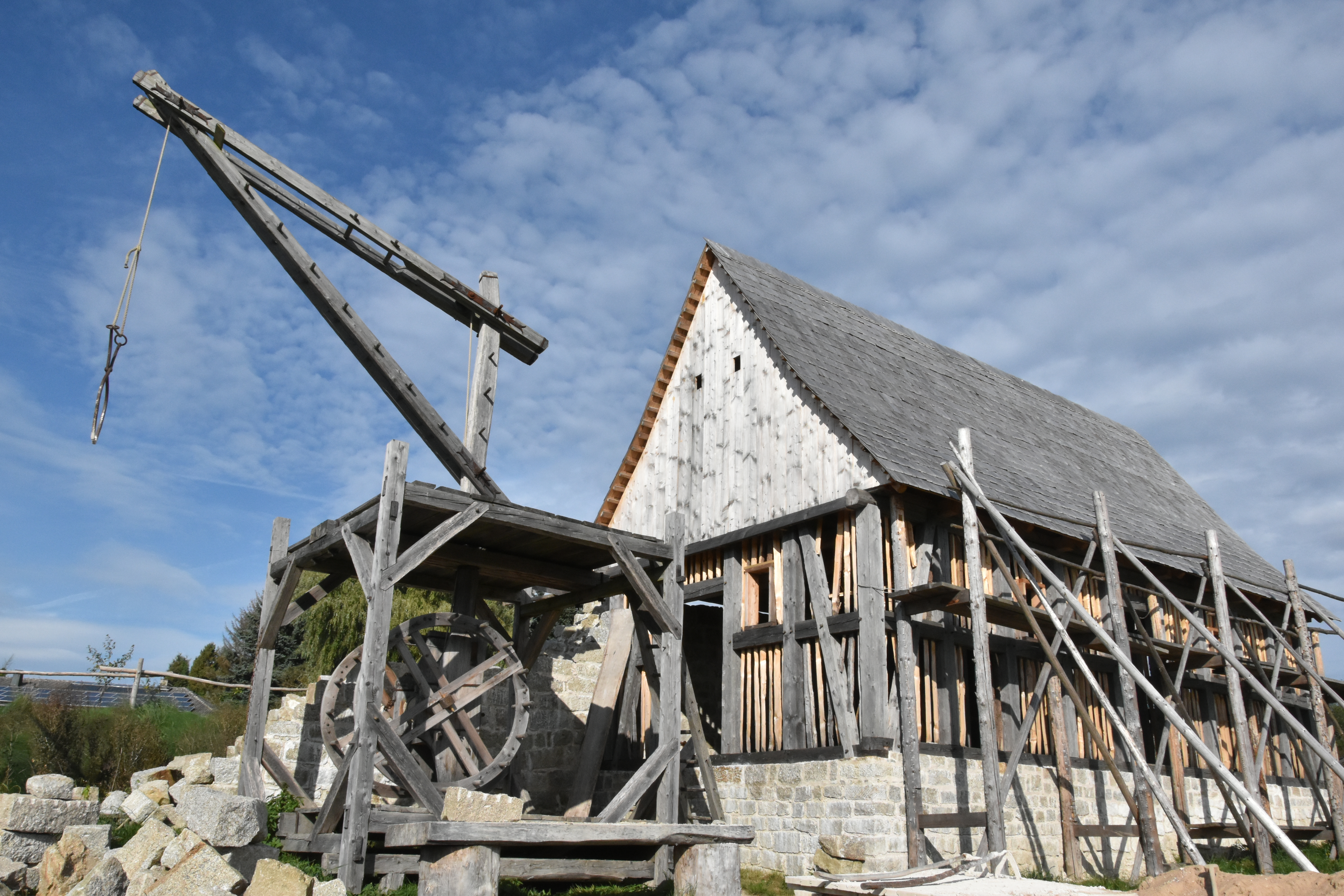
Schaubaustelle einer Reisestation wie sie zur Zeit des Kaisers Karl IV. (* 1316; † 1378) ausgesehen haben könnte. Oktober 2021

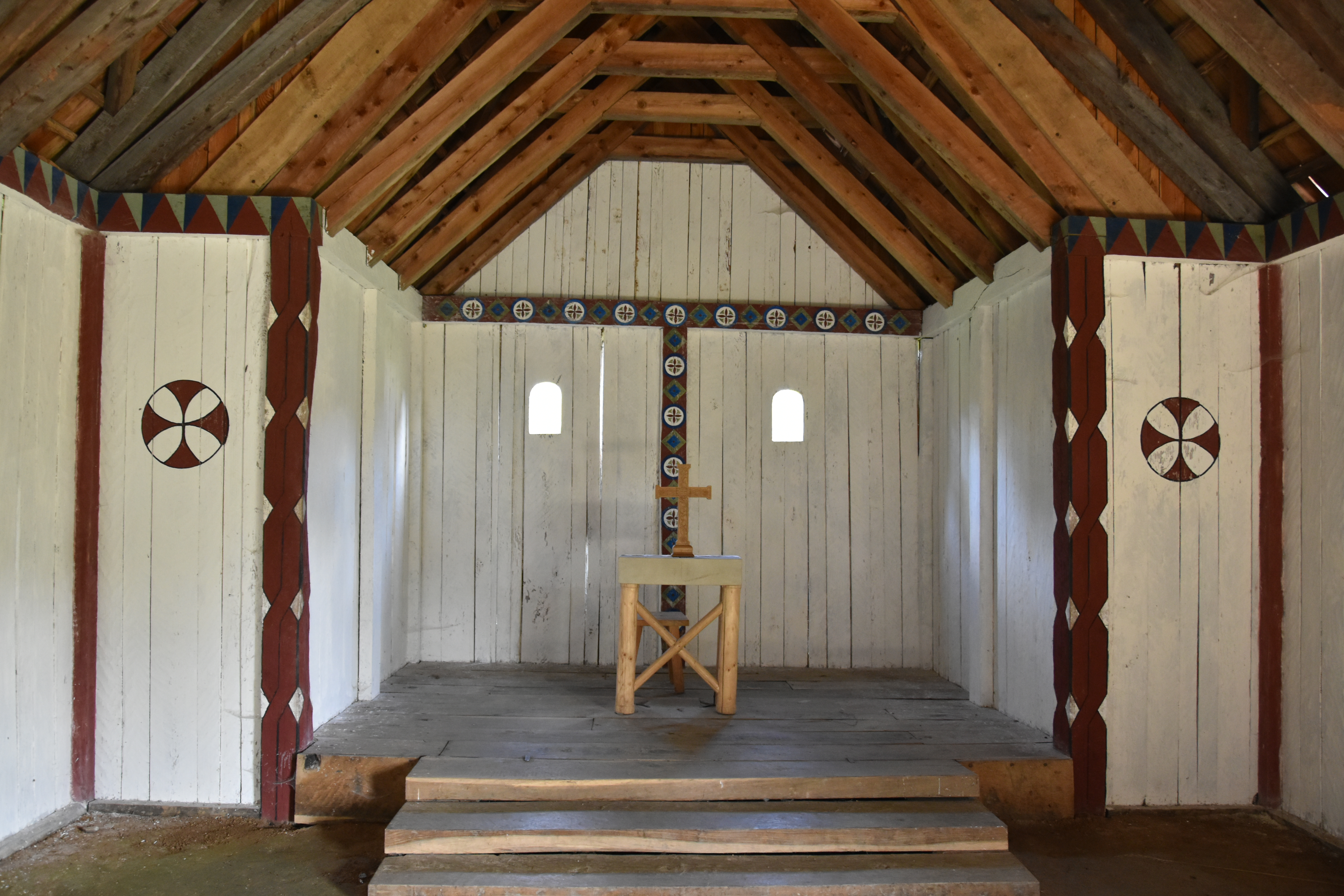
Blick in den Innenraum der Stabkirche

Der Geschichtspark Bärnau-Tachov ist ein archäologisches Freilichtmuseum in Bärnau im östlichen Landkreis Tirschenreuth sowie in Tachov in der Pilsner Region. Es stellt das mittelalterliche Alltagsleben in der Bavaria Slavica vom 8./9. bis zum 14. Jahrhundert dar.

## Entstehungsgeschichte
Im Frühjahr 2010 begannen die Bauarbeiten am grenzüberschreitenden Geschichtspark Bärnau-Tachov, der im August 2011 in der ersten Ausbauphase eröffnet wurde. Das Museumskonzept sieht drei Zeitfenster vor: frühmittelalterliches Dorf des 8./9. Jahrhunderts, Motte (Turmhügelburg) und Stabkirche des 11. Jahrhunderts und eine Siedlung des Hochmittelalters, aufgeteilt in ländliches Gehöft und Stadthäuser aus dem 12./13. Jahrhundert. 2018 sind über 30 authentisch nachgebaute Gebäude auf einem Gelände von fast 11 ha zu besichtigen, wodurch die Anlage das größte mittelalterliche archäologische Freilichtmuseum Süddeutschlands ist. Durch die Verwendung authentischer Materialien und Techniken sind die Bauwerke stabil, witterungsbeständig und benutzbar. Die Anlage wird im Rahmen der experimentellen Archäologie in enger Zusammenarbeit mit einem wissenschaftlichen Beirat und unter Betreuung eines Archäologen vor Ort errichtet. Der wissenschaftliche Beirat tagt zweimal jährlich und wird vom ehemaligen Direktor der Landesstelle für die nichtstaatlichen Museen in Bayern geleitet. Im Geschichtspark Bärnau-Tachov wird das mittelalterliche Alltagsleben mithilfe von authentischen Rekonstruktionen in Originalgröße sowie durch Darsteller in mittelalterlicher Kleidung lebensnah erfahrbar gemacht. Träger des Geschichtsparks ist der gemeinnützige Verein Via Carolina – Goldene Straße e. V. Die langfristige Nutzung der Gebäude durch Darsteller und im Rahmen des Museumsbetriebes ermöglicht wertvolle Einsichten für die archäologische Forschung. So können z. B. Theorien zur Beheizung und Rauchführung vor Ort überprüft und Abnutzungsspuren und Lebensdauer der Gebäude dokumentiert werden.

## ArchaeoCentrum Bayern-Böhmen
Neben dem Geschichtspark wurde Ende 2018 das ArchaeoCentrum Bayern-Böhmen eingeweiht. Es umfasst neben der Schaubaustelle einer Reisestation von Kaiser Karl IV. aus dem Spätmittelalter im 14. Jahrhundert auch die in einem Neubau untergebrachte Archaeowerkstatt. Der Königshof wird die Holzbauten des Geschichtsparks didaktisch durch Steinarchitektur ergänzen, dabei ermöglicht die Archaeowerkstatt, die mit authentischen Methoden betriebene Baustelle im Sinne einer Experimentalarchäologie wissenschaftlich zu begleiten. Das ArchaeoCentrum bietet moderne Labor- und Arbeitsräume, die von Forschungsprojekten aber auch der universitären Lehre der Otto-Friedrich-Universität Bamberg, der Karls-Universität Prag und der Westböhmischen Universität Pilsen genutzt wird. Das ArchaeoCentrum wird separat durch die EU gefördert.

## Das Gelände
Das Museumsgelände wurde weitgehend renaturiert, so dass dort im momentanen Zustand ein naturnaher Teich mit auf mittelalterlichen Ausgrabungen nachgewiesenen Fischsorten wie z. B. Rotauge, Rotfeder, Karausche, Wildkarpfen und Barsch zu finden ist und auch die Waldnaab wieder in ihrem natürlichen Zustand fließt. Inzwischen ist die Renaturierung so erfolgreich, dass die Waldnaab hier wieder den auf der Roten Liste stehenden Europäischen Edelkrebs führt. Auch Biber, Schwarzstorch und Roter Milan sind in der Umgebung häufig zu sichten. Das Gelände wurde nur mit Sträuchern und Bäumen bepflanzt, die in westslawischen Siedlungen nachgewiesen wurden. Die Anpflanzung alter Obstsorte wie z. B. Apfelquitte, Schlehe, Kriecherl und Mispel dient dabei auch der Erhaltung der Artenvielfalt. Die Hausgärten zeigen typische Kräuter und Gemüsepflanzen, wie die Gurke, die von den Slawen nach Europa gebracht wurde.

### Frühmittelalterliche Siedlung

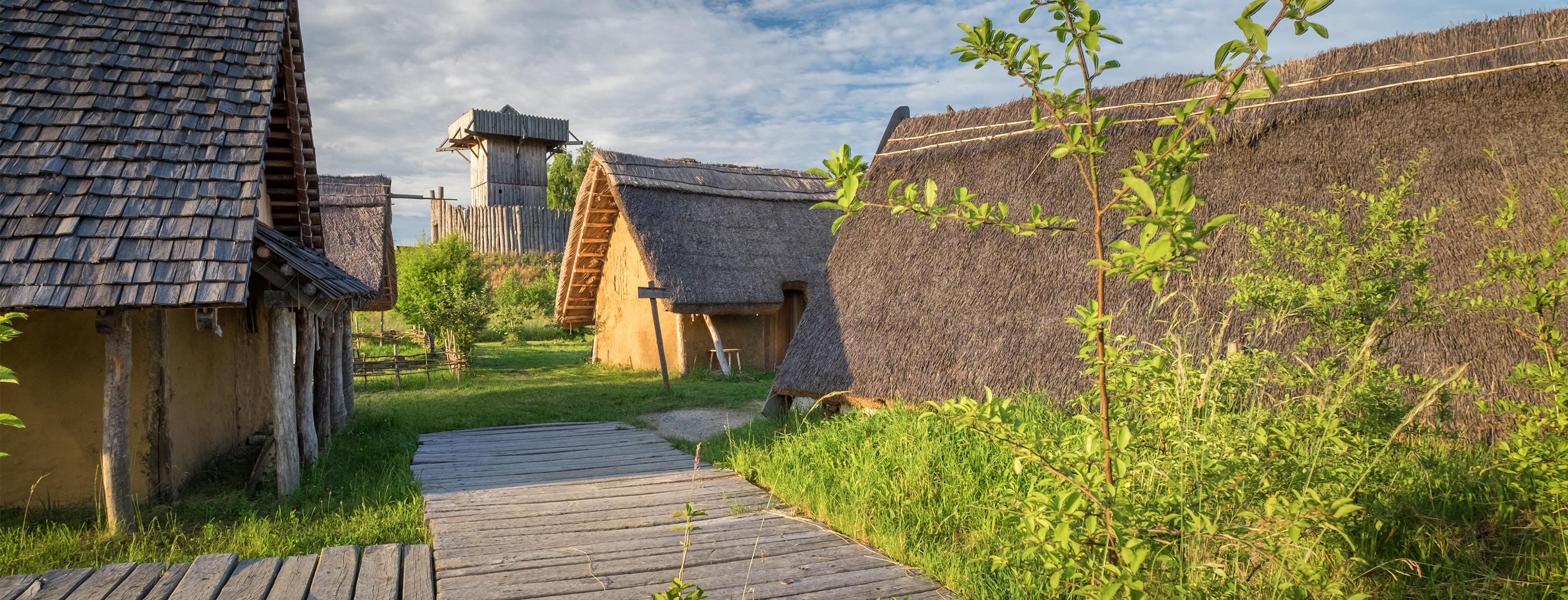
Geschichtspark Bärnau-Tachov – Frühmittelalter und Motte

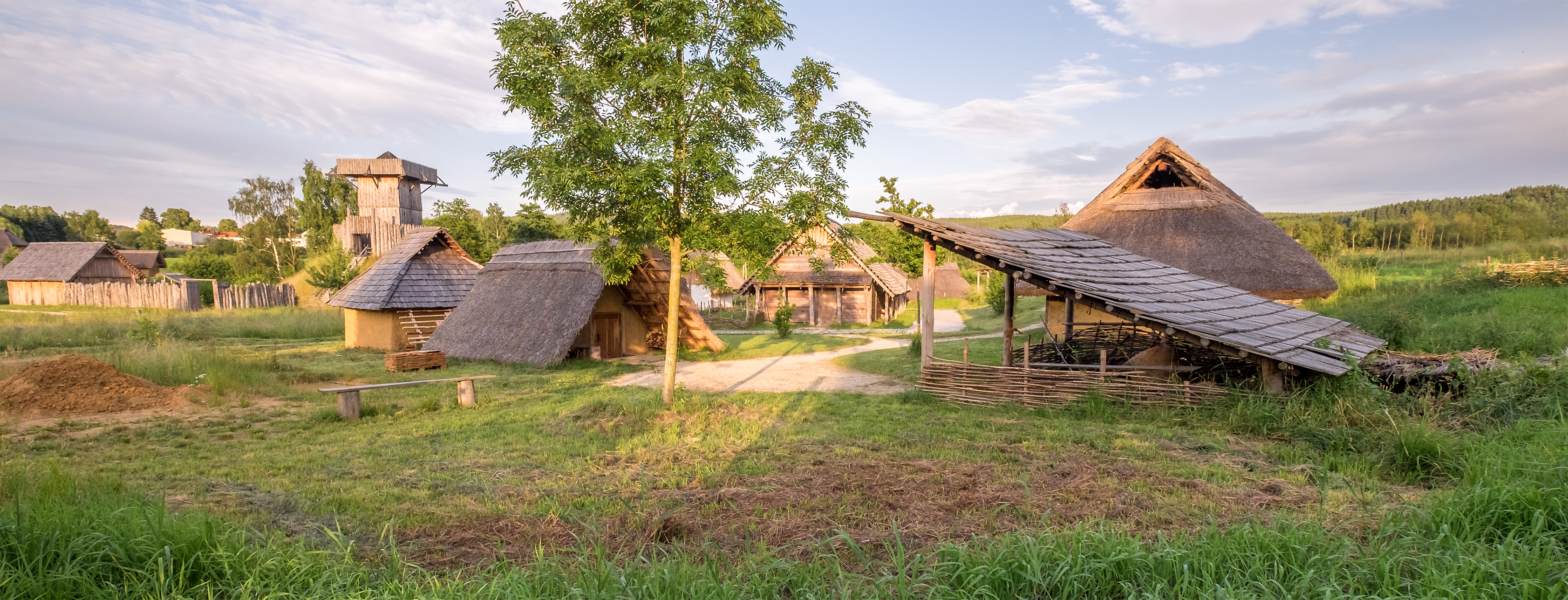
Motte mit der frühmittelalterlichen Siedlung

Die frühmittelalterliche Siedlung besteht aus elf Gebäuden, teilweise mit Gärten, mehreren Handwerksstätten sowie einem slawischen Kultplatz für Svantovit, einem Garten mit Färbepflanzen, einer Schafweide, Heuwiesen und einem Feld mit mittelalterlichen Nutzpflanzen und einem Gehege mit Wollschweinen.
Das erste Haus auf dem Rundgang ist ein slawisches Flechtwandhaus, welches nach einem Fund im Ort Groß Raden rekonstruiert und mit einer Bohlen-Flechtwandtechnik errichtet wurde. Mit dem hohen Innenraum, der mit einem Schindeldach bedeckt ist, hat das Gebäude einen guten Rauchabzug und kann relativ schnell und materialschonend gebaut werden. Daneben ist ein Grubenhaus zu sehen, welches durch Ausgrabungen in Nabburg für die Oberpfälzer Region nachgewiesen wurde. Dadurch, dass es in den Boden eingetieft ist, bietet es Schutz vor rauer Witterung. Zwei weitere Grubenhäuser, die nach denselben Vorbildern entstanden, bieten durch unterschiedliche Wand- und Dachkonstruktionen ein gänzlich anderes Bild. Zusätzlich ist ein slawisches Pfostenhaus entstanden, das als reines Wohngebäude genutzt wurde. Der Nachweis für diese Gebäudeform, die durch Flechtwände mit mehreren Schichten Lehm verputzt vor Witterung geschützt ist, wurde in Lohnsitz in der Nähe der Stadt Tirschenreuth ausgegraben. Zudem gibt es noch zwei einfache Pfostenhäuser mit Flechtlehmwänden und Reetdächern, diese bildeten die Mehrheit der frühmittelalterlichen Bebauung. Schließlich wurde auch der erste mittelalterliche Massivbau fertiggestellt: das slawische Blockhaus. Diese Bauweise konnte bei Grabungen in Dietstätt nachgewiesen werden. Im Mittelpunkt des Dorfes steht ein slawisches Langhaus nach dem Vorbild der Fürstenhalle von Starigard/Oldenburg, das die größte Rekonstruktion eines slawischen Gebäudes in Europa ist und zugleich als Wohnhaus, Versammlungsort und Repräsentationsraum genutzt wurde. Zudem sind eine Schmiede, ein Töpferofen und ein Lehmofen am Rande der Siedlung und Tierunterstände mit böhmischen Waldschafen und Wollschweinen und dazugehöriger Weide zu sehen.
Die Rekonstruktion des Dorfes möchte keinen archäologischen Befund nachbilden, sondern vielmehr ein Idealbild darstellen, dass alle in dieser Zeit im westslawischen Siedlungsgebiet üblichen Bauformen nebeneinander zeigt.

### Frühe hochmittelalterliche Siedlung

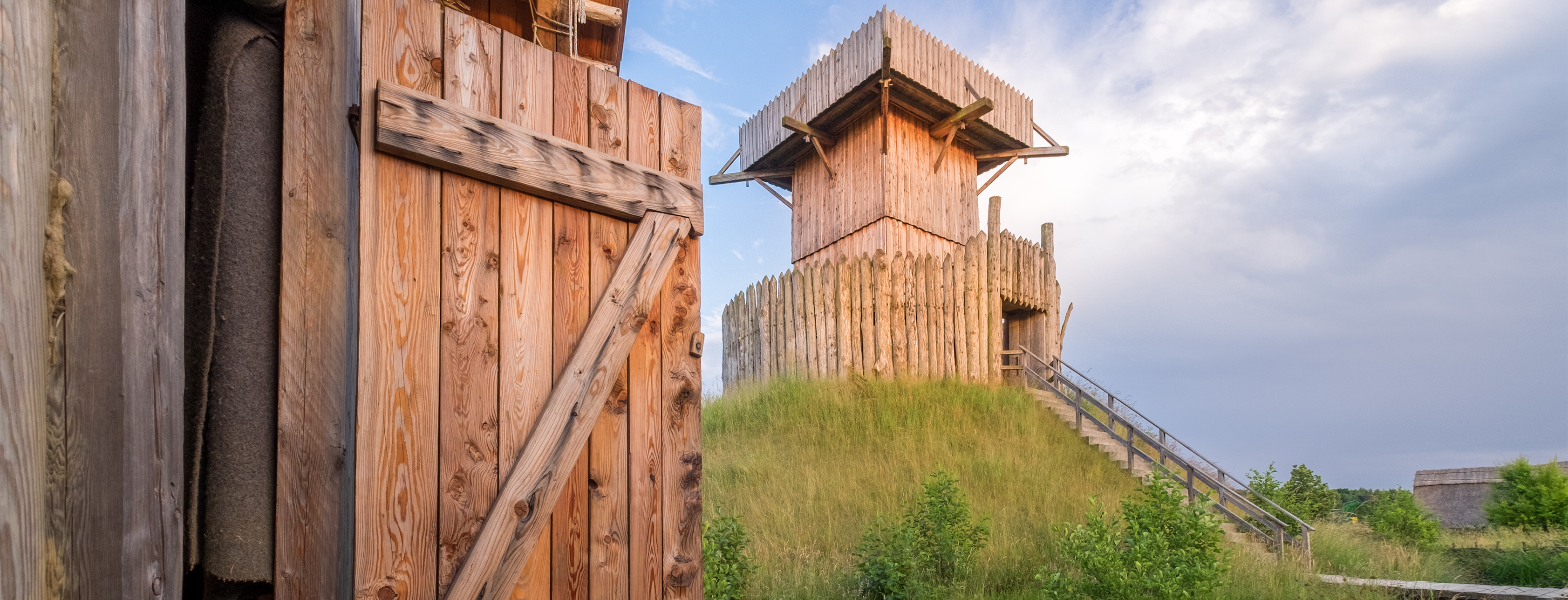
Motte oder Turmhügelburg im Geschichtspark Bärnau-Tachov

Der Museumsbereich, der sich mit dem frühen Hochmittelalter beschäftigt, besteht aus drei Gebäuden und einem Fischräucherofen. Eines dieser Gebäude ist die Motte mit einer Höhe von 15 m, welche auch das Wahrzeichen des Geschichtsparks ist. Der Holzturm mit 10 m Höhe ist eine für die Region im 11. Jahrhundert sehr typische Form für Verteidigungsanlagen. Als Vorbild für die weltweit einzige Rekonstruktion dieses ältesten Bautyps diente der Mottenhügel bei der Kirche St. Elisabeth in Bärnau sowie die Abbildungen des Baus einer solchen Motte auf dem Teppich von Bayeux und die Ausgrabungen der Motte von Abinger Castle in Surrey. Geschützt wird der Turm sowohl durch seine Hügellage, als auch durch eine starke Palisade und einen Wassergraben. Der Turm war jedoch kein Wohnbau. Dazu diente das mächtige Holzhaus im Vorburgbereich, das Wohnsitz eines hier stationierten Ministerialen war. Mehr als 40 solcher Motten wurden im Zuge der Deutschen Ostsiedlung in der nördlichen Oberpfalz angelegt.
Neben diesem Gebäude befindet sich eine Stabkirche aus dem 11. Jahrhundert, welche eine Rekonstruktion einer ausgegrabenen Kirche aus Kleinlangheim im Landkreis Kitzingen darstellt. Diese Kirchen dienten der Slawenmission. Vorbild für den bemerkenswerten Dachstuhl ist eine flüchtige Skizze, die ein Mönch am Rande seines Gebetbuches hinterlassen hat.

### Hochmittelalterliche Siedlung

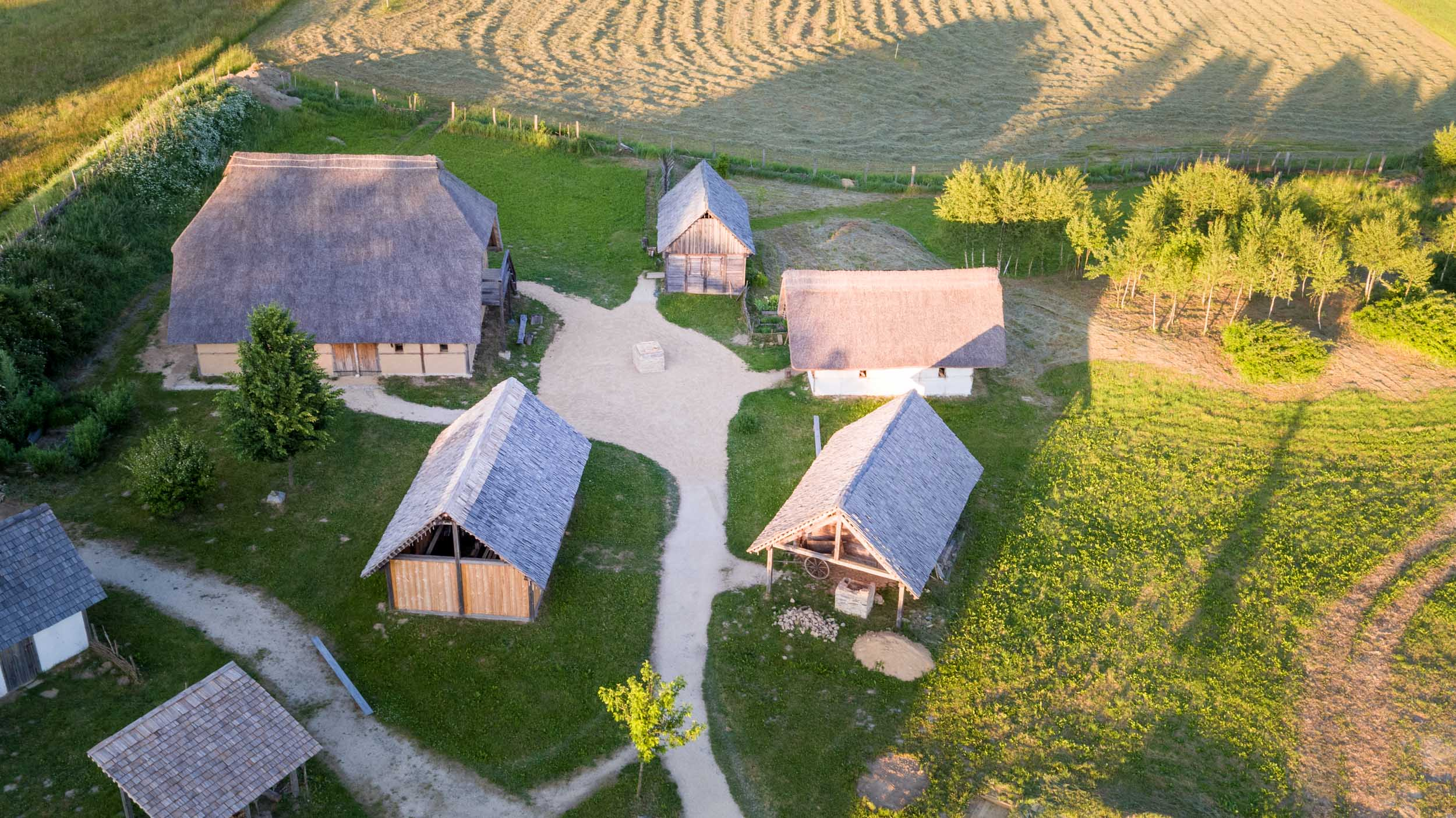
Siedlung Hochmittelalter im Geschichtspark Bärnau-Tachov

Der hochmittelalterliche Bereich des Geschichtsparks ist in städtisches und ländliches Leben unterteilt. Es sind neun Gebäude sowie drei Gärten zu besichtigen. Das größte Gebäude im Bereich Stadt ist eine zweistöckige Herberge, bei der bereits der bautechnische Übergang zum Fachwerkhaus zu erkennen ist. Die Herberge ist ein Symbol für Reisen und Verkehr und die steigende Mobilität über die Grenzen auf der Goldenen Straße. Das Vorbild dieses Gebäudes stand in Esslingen, sein Baudatum wurde dendrochronologisch auf 1261 bestimmt. Im Unterschied zu den älteren Bauten handelt es sich um eine frühe Fachwerkkonstruktion auf einer Steinfundierung. Im Inneren gibt es nun mit einem Kachelofen eine rauchfreie Stube. Hinter der Herberge ist ein eingetiefter Vorratskeller angelegt worden. Die fünf angrenzenden hölzernen Stadthäuser gruppieren sich um einen Brunnen und wurden einzelnen Handwerken zugeordnet., unter anderem Schmied, Bäcker und Händler. Sie weisen zeittypische Baumerkmale wie z. B. Grundschwellen, Ständerbauweise, frühe Kachelöfen, Läden und zweistöckige Bauweise auf. Die Vorbilder stammen aus Städten wie Riga, Basel, Regensburg und Forchheim.
Der Rundgang über das Museumsgelände endet am bäuerlichen Wohnhaus, das nach einem Vorbild aus Tirschenreuth rekonstruiert wurde aber abgesehen von der Inneneinrichtung kaum von den frühmittelalterlichen Gebäuden zu unterscheiden ist. Der Garten ist als Heil- bzw. Kräutergarten ausgestattet, in dem mittelalterliche Pflanzen zu finden sind. Neben dem Bauernwohnhaus steht ein Grubenhaus, welches seit dem Hochmittelalter nicht mehr als Wohnhaus, sondern nur noch als eingetiefter Lagerraum genutzt wird.

### Baustelle Reisestation
Ergänzend zu den Holzbauten wird im Anschluss an das Gelände des Geschichtsparks ein Steinbaukomplex als experimentelle Baustelle mit mittelalterlichen Techniken gebaut. Der Bauplan sieht die Errichtung einer idealtypischen Reisestation vor und verweist auf die Goldene Straße, die mittelalterliche Fernverbindung von Nürnberg nach Prag. Die Baustelle wurde 2018 begonnen und soll etwa 20 Jahre Bauzeit umfassen.

## Bilder

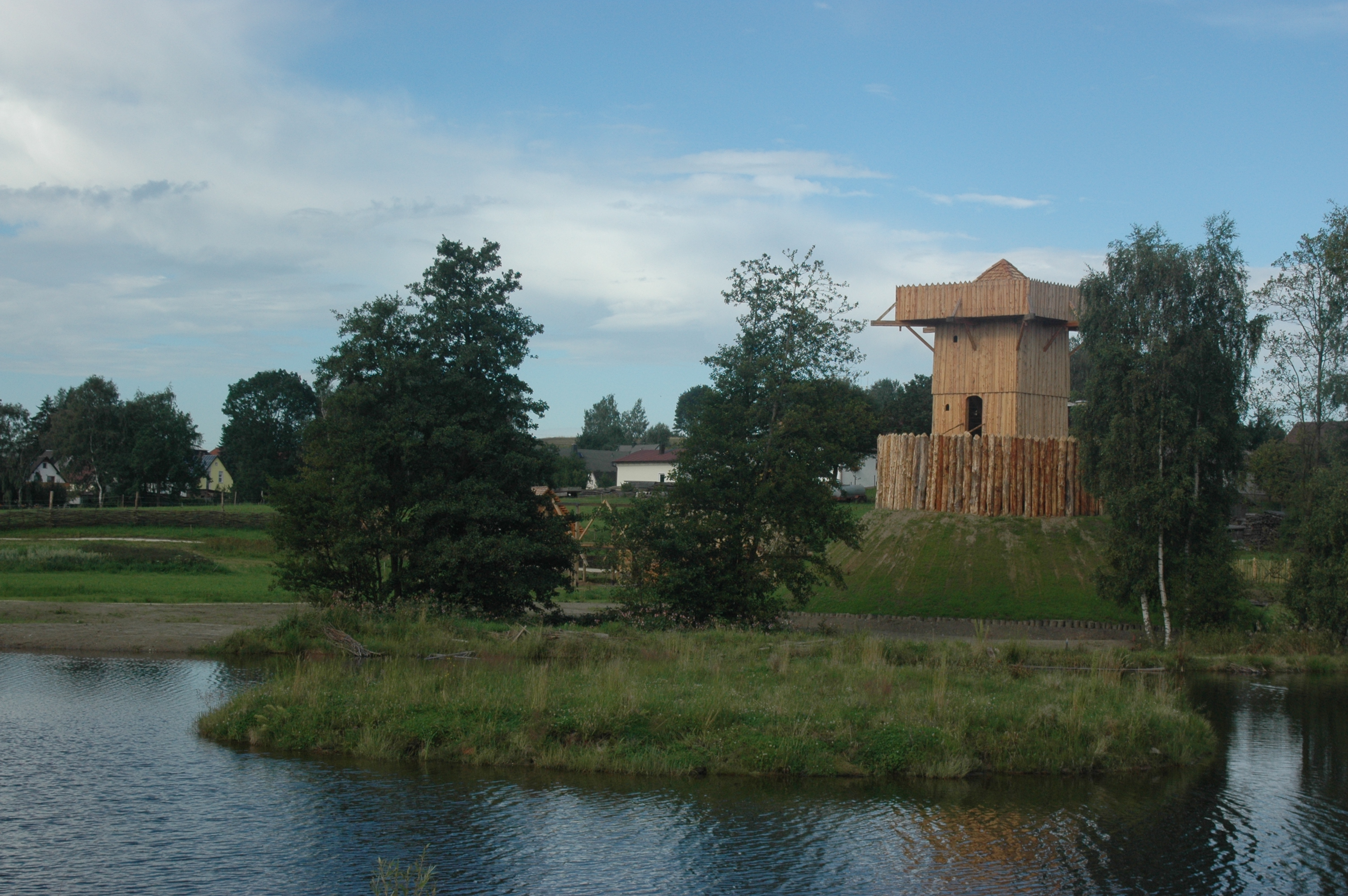
Motte hinter dem angelegten Teich
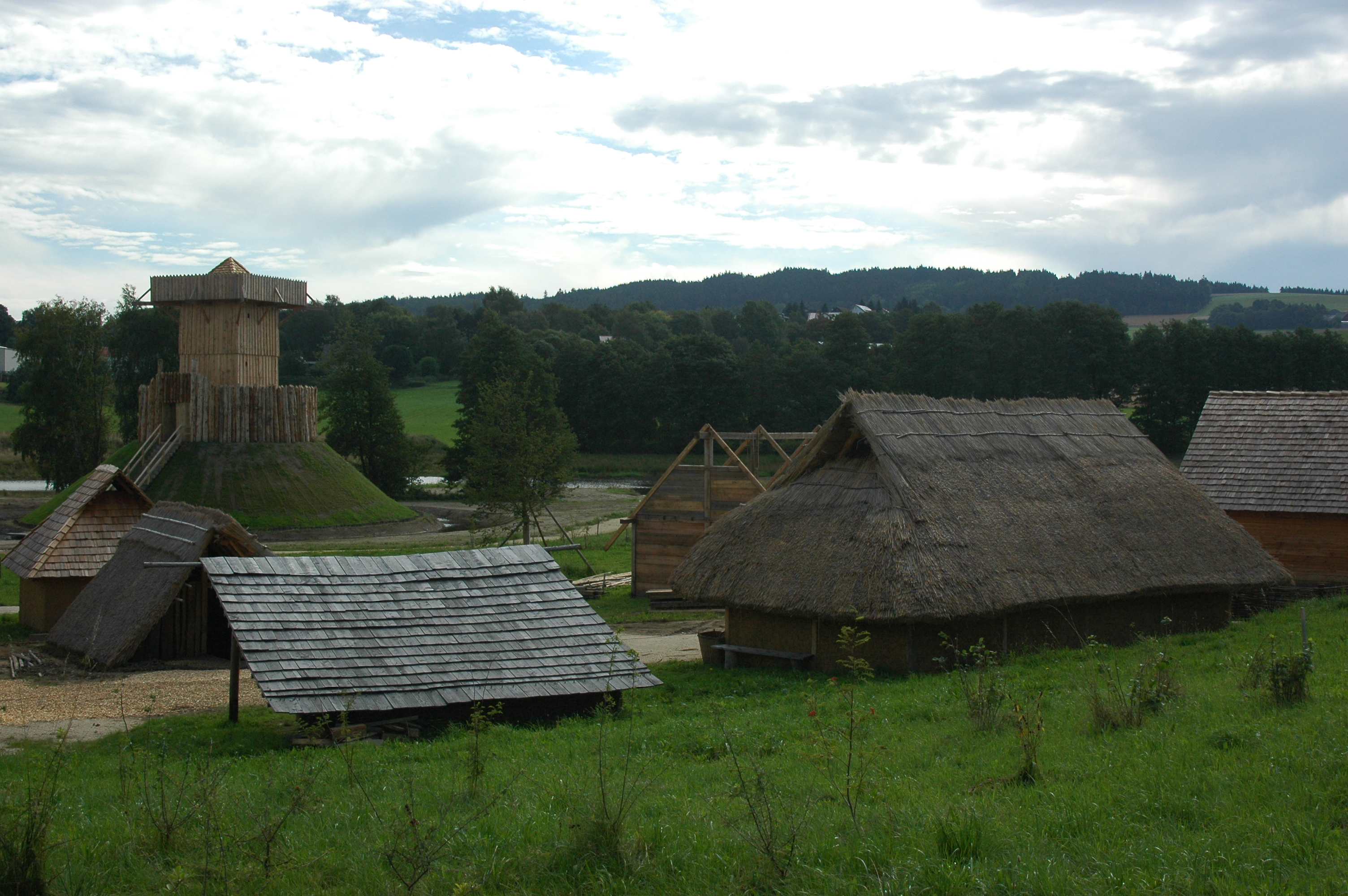
Frühmittelalterdorf mit Motte
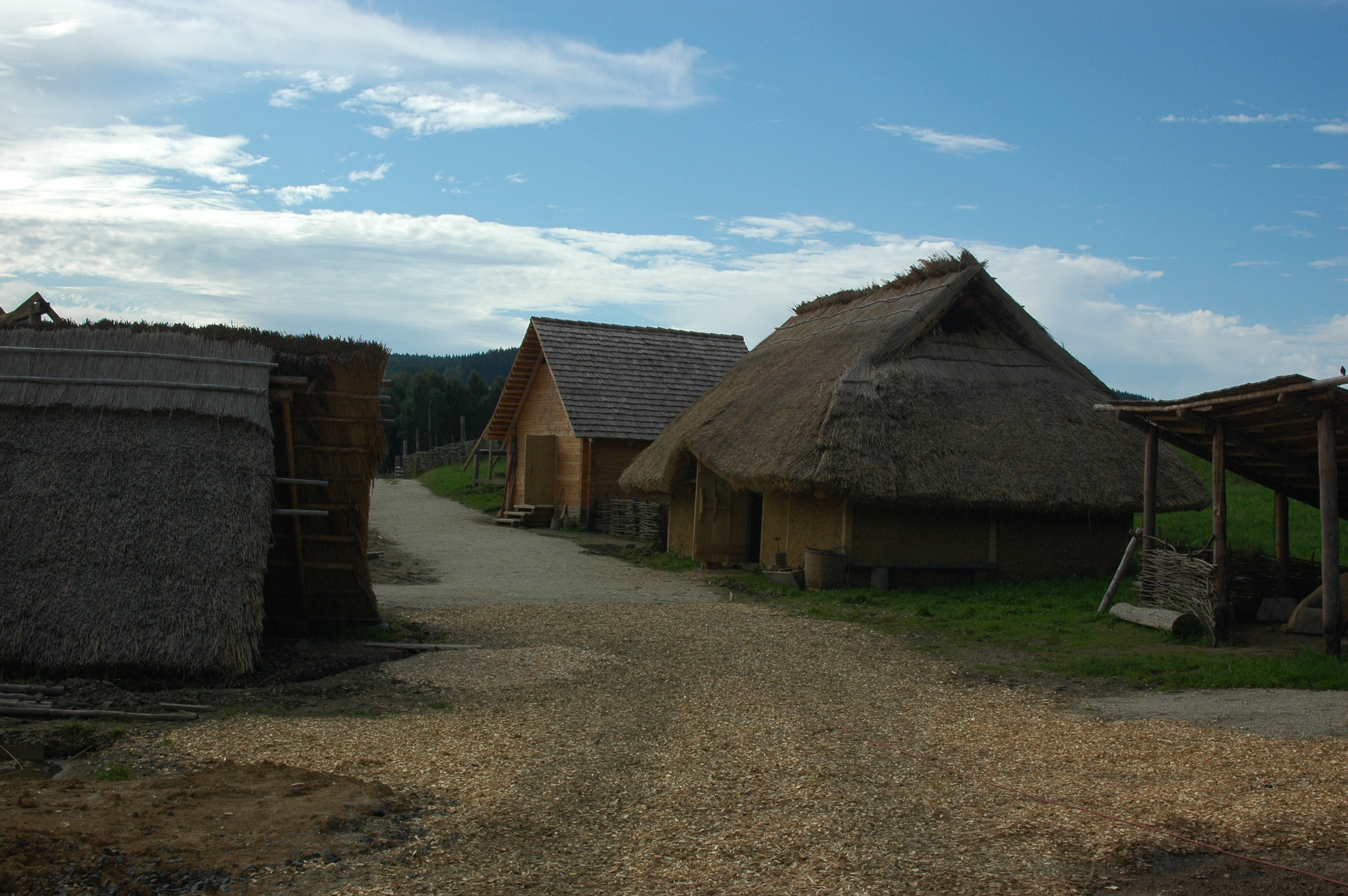
Straße der Frühmittelaltersiedlung
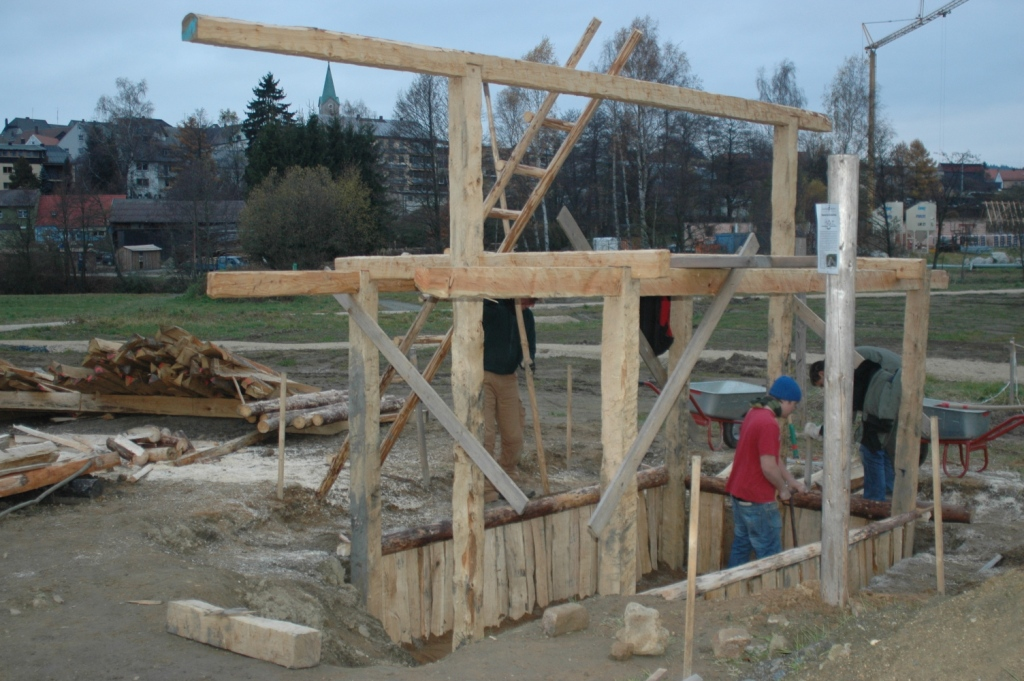
Bau des slawischen Grubenhauses
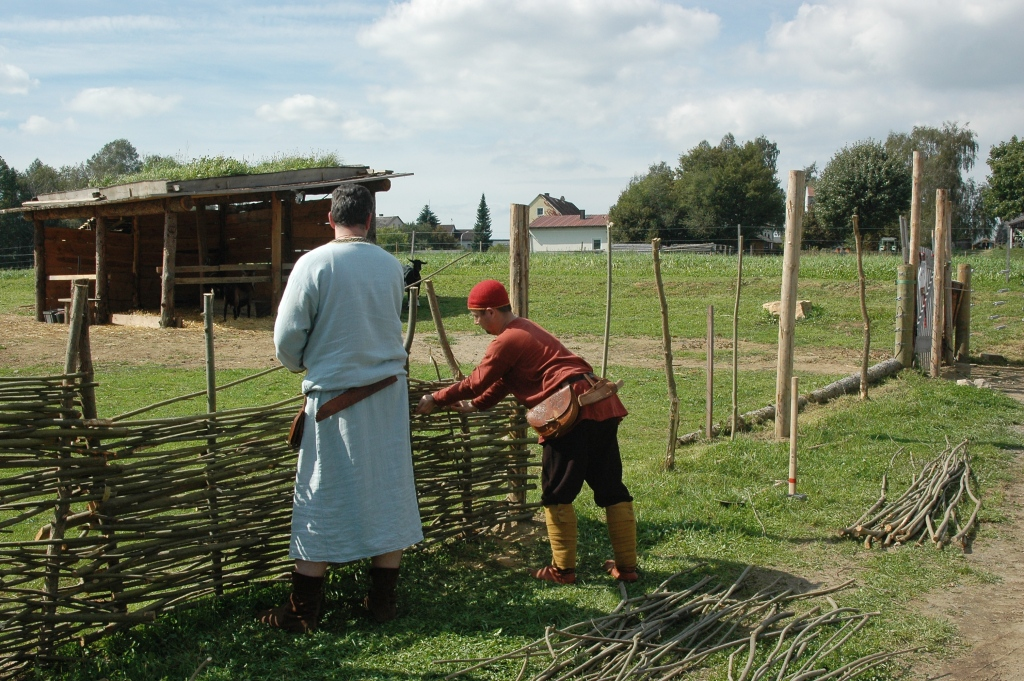
Mittelalterliches Zaunflechten
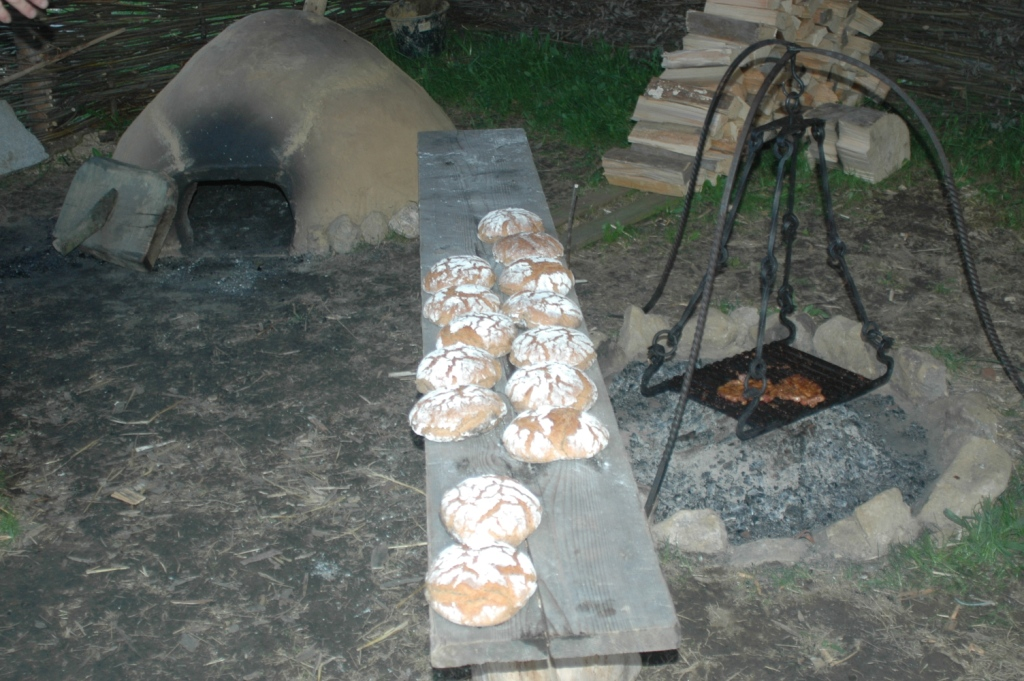
Lehmofen

Koordinaten: 49° 48′ 27,2″ N, 12° 25′ 54,5″ O